# Борячук Андрій Васильович
Андрі́й Васи́льович Борячу́к (нар. 23 квітня 1996, Вінниця, Україна) — український футболіст, нападник. Виступав за національну збірну України.

## Клубна кар'єра
Народився у місті Вінниця. Почав займатися футболом у сім років, перший тренер — Валерій Базалицький.
У чемпіонатах ДЮФЛУ провів за донецький «Шахтар» 74 матчі, в яких забив 92 голи. У сезоні 2013/14 Андрій забив п'ятнадцять голів за юнацьку команду «Шахтаря». Наступний сезон починав в юнацькій команді, однак потім був переведений у молодіжний склад. Першу половину сезону 2015/16 провів продуктивно, забивши десять голів у восьми зустрічах молодіжної першості, а за підсумками сезону став найкращим бомбардиром турніру з 20 голами.
За першу команду «Шахтаря» дебютував 23 вересня 2015 року в матчі Кубка України проти «Тернополя», вийшовши на заміну замість Едуардо та в першому ж матчі відзначившись голом. 25 лютого 2016 року провів перший матч у Лізі Європи проти «Шальке 04».
На початку вересня 2023 року уклав трирічний контракт з «Металістом 1925».

## Збірна України
Виступав за юнацькі збірні України U-16, U-17, U-18 та U-19. Брав участь у юнацьких чемпіонатах Європи U-17 2013 року та U-19 2015 року. В 2016—2018 роках грав за молодіжну збірну України.
У 2018 році провів два матчі за національну збірну України.

## Досягнення
- Найкращий бомбардир Молодіжного чемпіонату України: 2015/16 (20 голів)
- Фіналіст Юнацької ліги УЄФА: 2014/15
- Чемпіон України (3): 2016/17, 2019/20, 2022/23
- Володар Кубка України (2): 2015/16, 2016/17
- Бронзовий призер Першой ліги України: 2024/25